# Hanuman (film, 2005)
Pour les articles homonymes, voir Hanuman (homonymie).
Pour plus de détails, voir Fiche technique et Distribution.
Hanuman est un film d'animation indien réalisé par V.G. Samant et Milind Ukey et sorti en Inde en 2005. C'est un dessin animé en animation traditionnelle en 2D. Il relate la vie du dieu hindou Hanuman. Hanuman est le premier long-métrage d'animation indien à remporter un gros succès au box-office à sa sortie ; ce succès inattendu stimule le développement des studios d'animations en Inde et le lancement d'autres projets de longs-métrages animés au cours des années suivantes.

## Synopsis
Le film relate la vie du dieu-singe Hanuman depuis sa naissance et son enfance jusqu'à la fin de l'intrigue du Ramayana à laquelle Hanuman prend part aux côtés de Rāma.

## Fiche technique
- Titre : Hanuman
- Réalisateurs : V.G. Samant, Milind Ukey
- Scénario : Milind Ukey
- Producteurs : Sumit Kumar, Purva Naresh. Version télougou : Manmohan Challa.
- Producteur exécutif pour la version télougou : Sharrath Marar
- Maisons de production : Percept Pictures Company, Sahara One Motion Pictures. Version télougou : Hyderabad Innovative
- Musique : Tapas Relia
- Montage : Huzefa Lokhandwala
- Ingénieur du son : Javed Khan
- Pays :  Inde
- Langue : hindi, télougou
- Date de sortie : 21 octobre 2005

## Doublage hindi
- Mukesh Khanna : Hanuman[1]

## Production
Hanuman est réalisé avec un budget restreint et l'ensemble de l'animation doit être terminée en moins d'un an ; les équipes d'animation doivent en partie sacrifier la qualité pour répondre à ces contraintes.

## Box-office
Hanuman remporte un grand succès en Inde. Exploité sur 150 copies à sa sortie en octobre 2005, il rapporte 15 millions de roupies dès son démarrage, réalisant ainsi le meilleur démarrage de tous les temps pour un film d'animation en Inde ; ce score n'est battu qu'en juillet 2009 par L'Âge de glace 3. Hanuman distance également de loin Harry Potter et la Coupe de feu, sorti dans la même période,. Le site de box office indien IBOS fournit des chiffres un peu moins importants, mais qui placent les recettes totales de Hanuman nettement au-dessus de la moyenne, avec des recettes de 11,6 crores (soit 116 millions de roupies) tandis que la moyenne des films indiens est à 7,8 crores. L'ensemble de ces chiffres montre, quoi qu'il en soit, que le film a été très rentable, puisque son budget s'élevait à 3 crores (30 millions de roupies, soit environ 450 000 euros) selon IBOS.
En mars 2006, Walt Disney Company India achète le droit de diffusion de Hanuman afin de diffuser le film sur Disney Channel en Inde sous la forme d'une mini-série, le film ayant été divisé pour l'occasion en huit épisodes.

## L'effet Hanuman
Les précédents longs-métrages d'animation indiens n'avaient jamais remporté de gros succès au box-office. Le succès de Hanuman est donc une surprise, et fait l'effet d'un catalyseur sur l'industrie de l'animation en Inde, en convainquant les investisseurs que cela vaut la peine d'investir dans ce domaine et de consacrer de plus gros budgets aux projets de films d'animation. Le « Hanuman-effect » (expression employée par la journaliste Naomi Canton dans le Hindustan Times en mai 2008) encourage aussi les animateurs à lancer leurs propres projets, là où l'industrie de l'animation indienne était jusque-là principalement consacrée à la sous-traitance technique de l'animation de longs-métrages pour l'étranger (principalement les États-Unis, le Canada et l'Europe). Les longs-métrages nés dans le sillage du succès de Hanuman choisissent à leur tour des sujets puisés dans la mythologie hindoue, qui permet d'une part de rassembler un public familial et d'autre part de faire émerger une animation indienne ayant son identité propre ancrée dans la culture du pays,.

## Return of Hanuman
Un second film consacré à Hanuman, Return of Hanuman, est sorti en décembre 2007. Il ne s'agit pas exactement d'une suite, mais d'une histoire indépendante, qui se déroule à l'époque contemporaine.